# Henning Swyn
Henning Swyn (* um 1502 in Lehe; † 8. Oktober 1533 ebenda) war ein Ratsherr in Lunden in der Bauernrepublik Dithmarschen.

## Leben
Sein Vater Peter Swyn und sein Sohn Marcus Swyn waren Achtundvierziger im Bauernstaat Dithmarschen. Die Swyn´sche Familie hat auch nach der „Letzten Fehde“ um Dithmarschen die Geschicke des Landes mitgeprägt.
Die Swynen, die erstmals 1329 urkundlich erwähnt wurden, bildeten zusammen mit den Nannen, deren erste Erwähnung aus dem Jahre 1386 stammt, das Geschlecht der Wurthmannen.
Wichtige Daten im Leben des Henning Swyn:
- 1524 Ermordung des Reformators Heinrich von Zütphen. Obwohl sein Vater Peter Swyn von einer voreiligen Verurteilung abrät, kommt es zu einer Verschwörung. Maßgeblich beteiligt ist neben dem Wurthmannen Peter Nanne auch Henning Swyn.
- 1527 Aus diesem Jahre ist ein Rechenschaftsbericht von Henning Swyn als Ältermann über die 1508 gegründete  Pantaleonsgilde Lunden, erhalten.
- 1529 Unter dem Einfluss der Achtundvierziger Peter Swyn und Peter Nanne erlangt Lunden das Stadtrecht. Henning Swyn wird im gleichen Jahre „Erster Ratsherr“ und führt ein „Stadtbuch“ für die Schriftführungen ein.
- 1533 Der Dithmarscher Chronist und Achtundvierziger Johann Russe, Henning Swyns Cousin, erhielt nach seinem Tode die Aufzeichnungen.

## Sonstiges
Der heute noch im Hochdeutschen gebräuchliche Spruch „Das weiß kein Schwein“ wird auf das Geschlecht der Swynen zurückgeführt. Da man ihm (und den Swynen) ein besonderes Maß an Bildung nachsagte, entstand er aus dem niederdeutschen Spruch „Dat weet keen Swyn“ in dem Sinne, dass, wenn die Tatsache auch einem gebildeten Mann wie Peter Swyn nicht geläufig ist, es folglich niemand wissen kann.
In diesem Zusammenhang wird auf einer Erinnerungstafel verwiesen auf Marcus Swyn, Sohn von Henning             Swyn. Nach dem Ende der Bauernrepublik in Dithmarschen sollten alle Besitzdokumente vom Landvogt Marcus Swyn beglaubigt werden. Waren die Papiere unleserlich geworden, stellte man fest: „Das kann ja nicht einmal mehr ein Swyn lesen. – Dat kann keen Swyn lesen.“